# Irans herrlandslag i basket

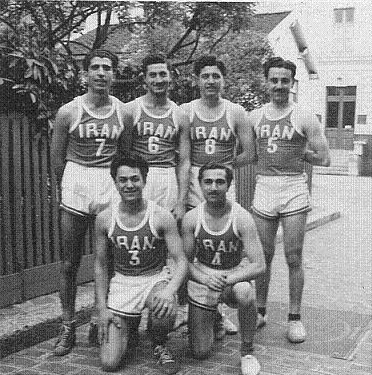
Irans landslag i 1948 års olympiska turnering.

Irans herrlandslag i basket representerar Iran i basket på herrsidan. Laget deltog, trots Irans geografiska läge, i Europamästerskapet 1959. för att senare i stället börja delta i asiatiska mästerskapet.

### Fotnoter
1. ↑  Todor Krastev (11 mars 1959). ”Men Basketball European Championship 1959 Istanbul (TUR) - 21-31.05 Winner Soviet Union” (på engelska). Sport Statistics. Arkiverad från originalet den 19 september 2015. https://web.archive.org/web/20150919091934/http://todor66.com/basketball/Europe/Men_1959.html. Läst 23 juni 2015.